# Xixuthrus ganglbaueri
Xixuthrus ganglbaueri là một loài bọ cánh cứng trong họ Cerambycidae.